# Браћа (Менандар)
Браћа (грч. Ἀδελφοί) наслов је једне комедије грчкога песника Менандра, који је деловао у оквиру нове атичке комедије. Фрагмент овога комада сачуван је на папирусу.